# Lena Lindgren Schelin
Lena Lindgren Schelin, född 14 maj 1969, är en svensk ämbetsman, som sedan 2023 är generaldirektör för Kustbevakningen.
Lindgren Schelin har en juris doktorsexamen i processrätt från 2006 med avhandlingen Bevisvärdering av utsagor i brottmål. Avhandlingen har därefter givits ut i bokform i 2 upplagor 2007 samt 2020.
Lindgren Schelin var mellan 2001 och 2007 utredare på BRÅ (Brottsförebyggande Rådet), och 2008–2011 biträdande chefsjurist på Skolinspektionen. Åren 2011–2018 var hon chefsjurist på Ekobrottsmyndigheten, och mellan 2018 och 2023 generaldirektör för integritetsskyddsmyndigheten.
Lindgren Schelins tillsättning som generaldirektör för Kustbevakningen tillkännagavs den 27 juli 2023, och hon tillträdde den 1 september 2023.